# Goudleer

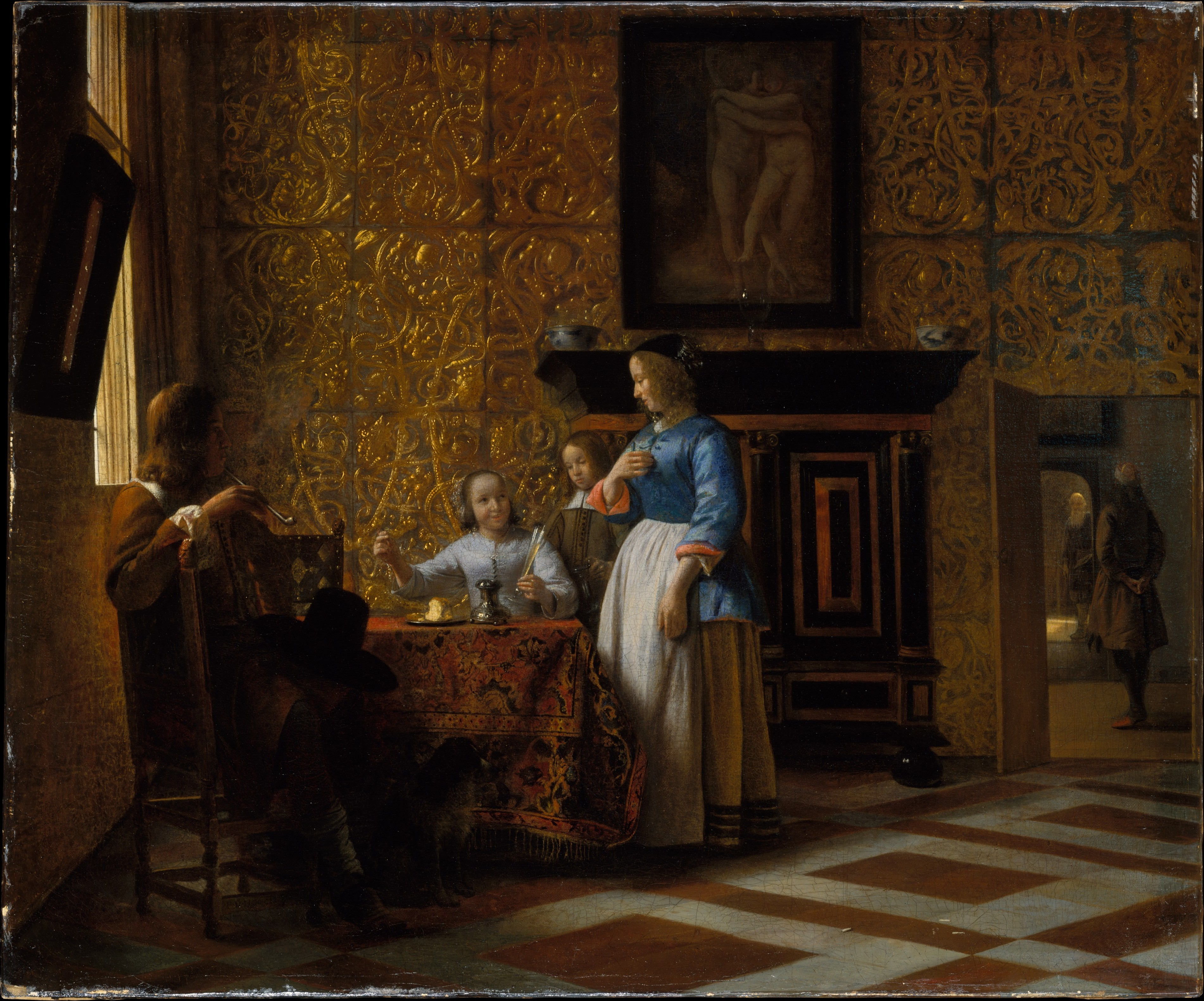
Zeventiende-eeuws interieur met goudleerbehang, Pieter de Hooch (ca. 1665)

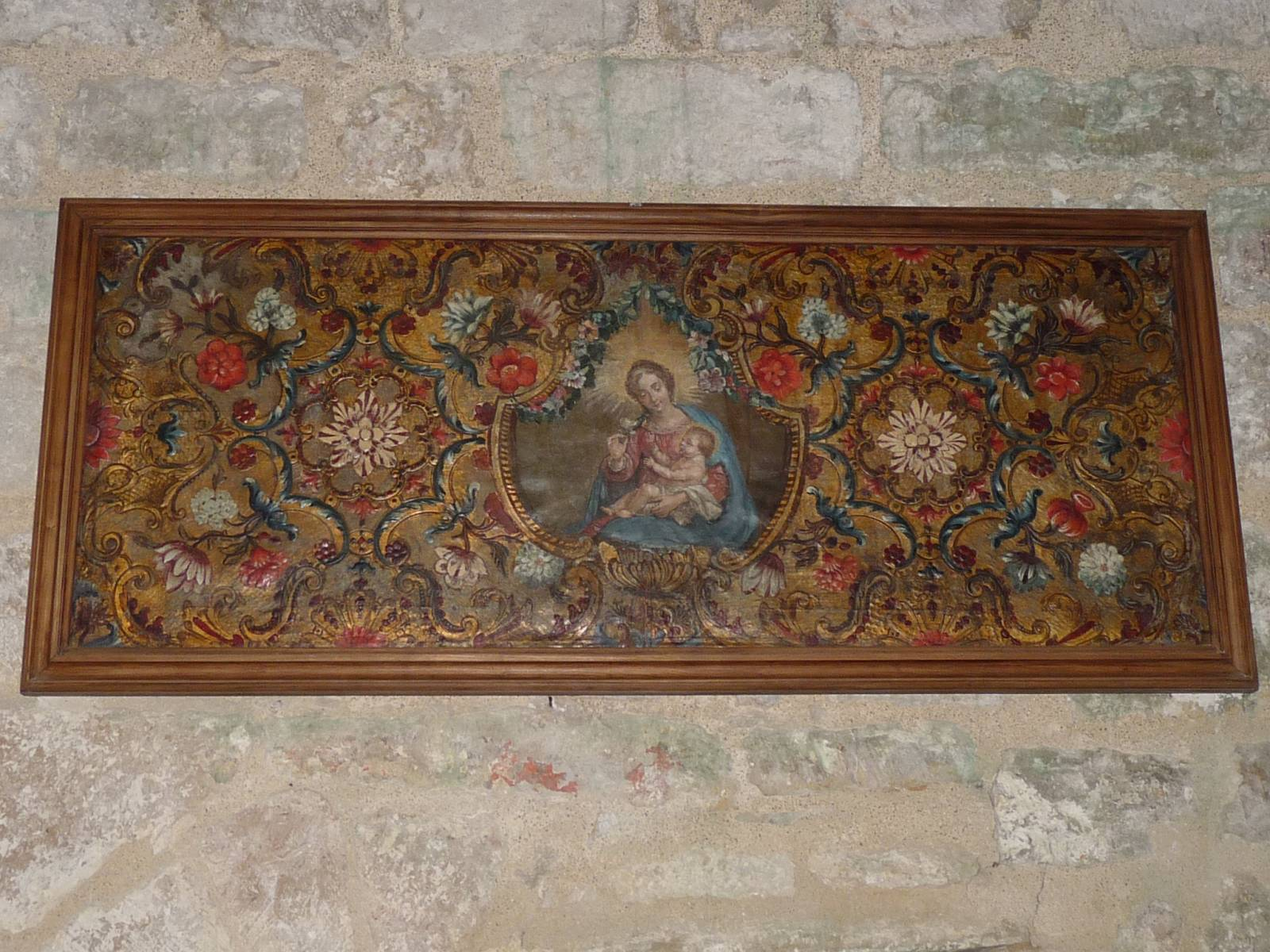
Antependium in de kerk van Alloue (Charente)

Goudleer, ook wel Cordoba-leer of Cuir de Cordoue, is een wanddecoratie van fijn leer (meestal van gelooide kalfshuiden), waarop afbeeldingen van bladzilver werden bevestigd, afgedekt met een goudkleurige vernis. Goudleerbehang diende tot het behangen van vertrekken in plaats van wandtapijten. Goudleer is het best te vergelijken met een schilderij dat niet op doek, op hout of op koper, maar op leer is geschilderd.

## Geschiedenis
De techniek van goudleer maken is zeer oud. De techniek stamt oorspronkelijk uit de Libische stad Ghadames. De productie verplaatste zich onder de Moren naar Spanje. Al in de 9de eeuw zou in Córdoba verguld en gedecoreerd leer gemaakt zijn. In de 14de eeuw worden de gegevens over de productie van goudleder in Spanje concreter. In Barcelona bestaat vanaf 1316 een gilde van goudleermakers. Het Spaanse leer diende van de 16de tot de 18de eeuw en werd tot begin 17de eeuw in grote hoeveelheden geëxporteerd, zowel naar de Amerikaanse koloniën als naar de meeste Europese landen, waaronder ook de Noordelijke en de Zuidelijke Nederlanden.

### Goudleernijverheid in de Lage Landen
De vroegste vermelding van goudleer in de Zuidelijke Nederlanden dateert uit 1504. In Mechelen stammen de eerste verwijzingen naar de productie van goudleer uit 1612, maar de bedrijfstak bestond er waarschijnlijk al langer. Claes Jacobsz was in 1611 de eerste goudleermaker, die zich te Amsterdam vestigde. In 1628 deed een Haagse goudleermaker, Jacob Dircxz de Swart, een belangrijke uitvinding: hij bedacht een methode om met stempels reliëfs in het leer te persen. Dit verheven goudleer reflecteerde zon- en kaarslicht nog beter dan het vlakke goudleer. Al gauw kwamen allerlei nieuwe ontwerpen in trek, zoals bloemmotieven, vogels en putti-figuren.
In Amsterdam waren zeker elf bedrijven gevestigd, onder andere op Rapenburg. In 1636 kreeg Pieter Symonsz. Potter vergunning tot oprichting van een zaak buiten de Sint Antoniespoort. Hans le Maire, al vanaf 1617 in de stad gevestigd, met een zilverslager in het pand naast hem, verwerkte per jaar 16.000 kalfshuiden en iedere zes weken 20.000 blaadjes zilver. Een snelle droogtijd was het beste en daarom vond deze fase van de bewerking meestal in de zomer plaats. De faam van een goudleerproducent hing voor een groot deel af van de kwaliteit van zijn vernissen. Nederlands goudleer, afkomstig uit Amsterdam, Den Haag of Middelburg, werd geëxporteerd naar onder andere Duitsland, Denemarken, Zweden, China en Japan. Door de opkomst van goedkopere, op doek geschilderde behangsels, ging de goudleernijverheid in de 18e eeuw sterk achteruit. De laatste Amsterdamse en Haagse goudleerhuizen sloten al rond 1680; in Vlaanderen en Noord-Frankrijk iets later. De Brusselse goudleermaker Cornelis 't Kindt schakelde vanaf 1757 geleidelijk over van goudleer naar behang.

## Voorbeelden

### Nederland
In Nederland zijn onder meer kamers met goudleerbehang te zien in het Stadhuis van Sneek, Oude Stadhuis in Harderwijk, Drents Museum in Assen, het Rijksmuseum in Amsterdam, het Frans Hals Museum in Haarlem, het Stedelijk Museum De Lakenhal en de consistoriekamer van de Pieterskerk, beide in Leiden, de consistoriekamer van de Grote Kerk in Schiedam, het Museum Van Gijn in Dordrecht, het Stadhuis van Maastricht, kasteel Hillenraad, kasteel Eijsden en kasteel Duivenvoorde. Ook sommige regentenkamers van hofjes hebben nog goudleren behang, voorbeelden zijn het Frans Loenenhofje en het Hofje van Noblet in Haarlem en die van het Sint-Pietershof in Hoorn.

### België
In België is goudleer te vinden in het Museum Plantin-Moretus in Antwerpen, Museum Hof van Busleyden in Mechelen, de abdij van Malonne (bij Namen) en in het stadhuis van Veurne.

### Elders
Ook in onder andere het Stadhuis van Bremen, de Moritzburg (nabij Dresden), het Slot Rosenholm in Denemarken en in het Zweedse Skokloster is goudleerbehang aanwezig.

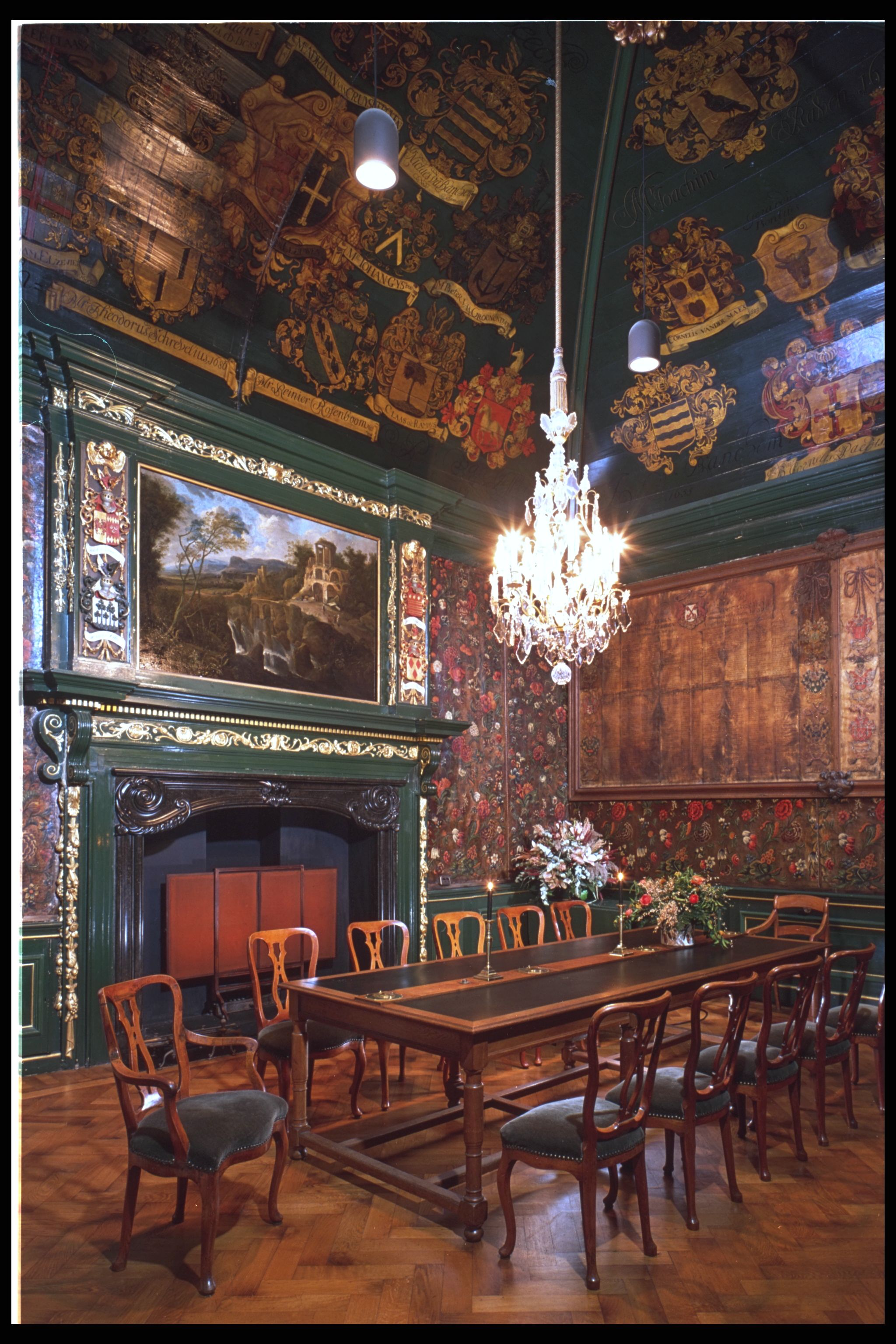
Pieterskerk Leiden
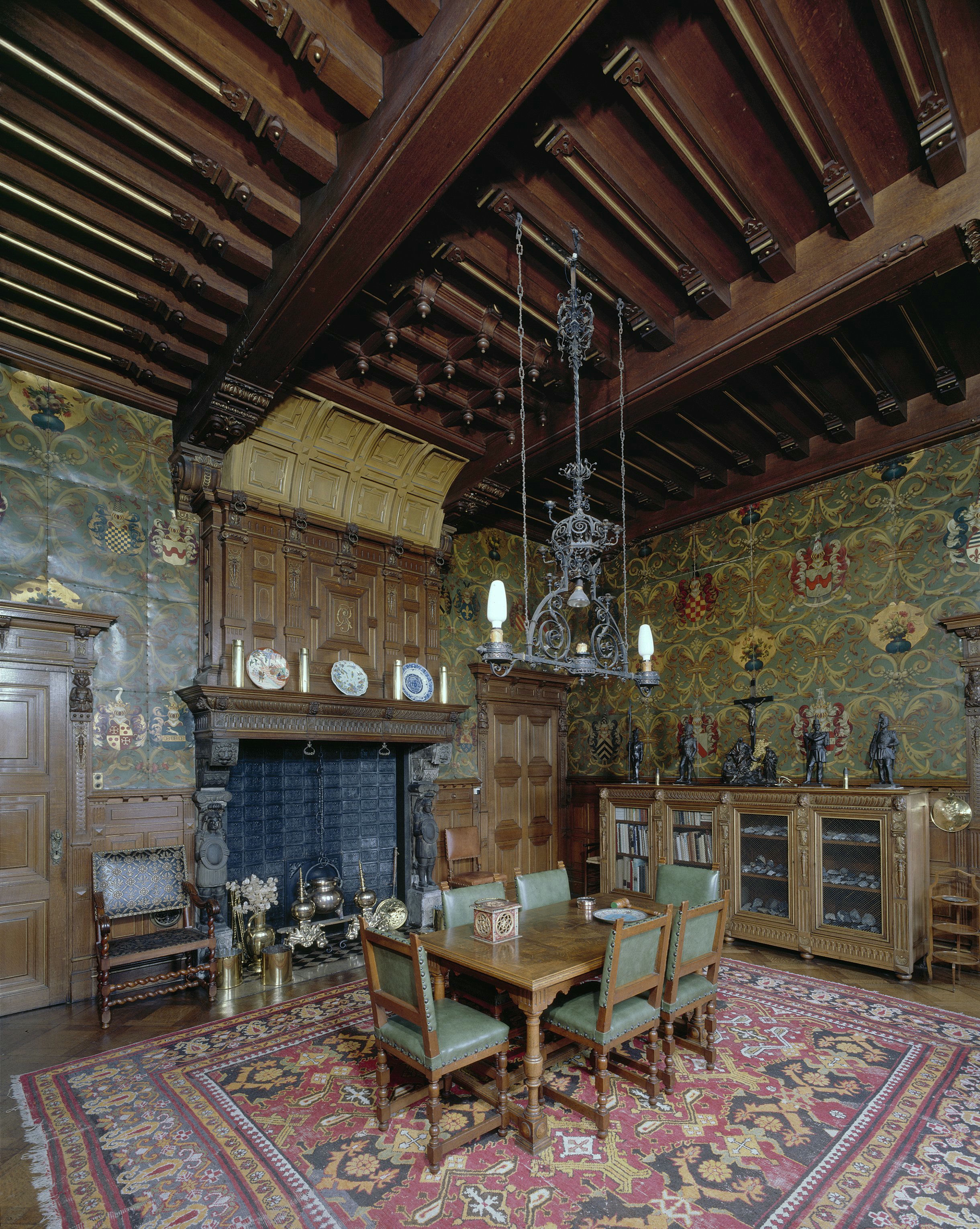
Kasteel Eijsden
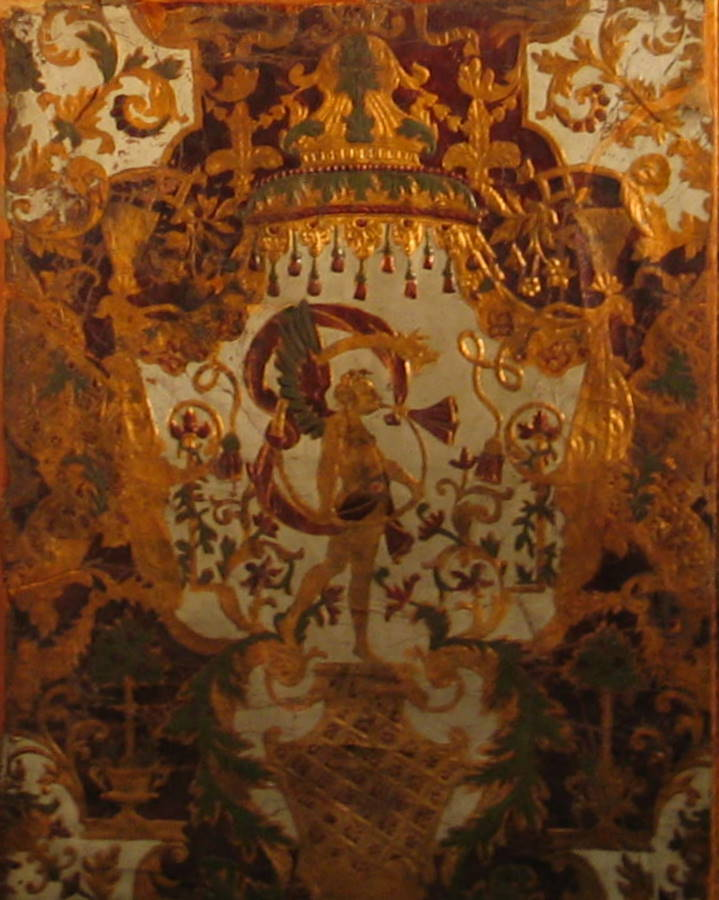
Hof van Busleyden
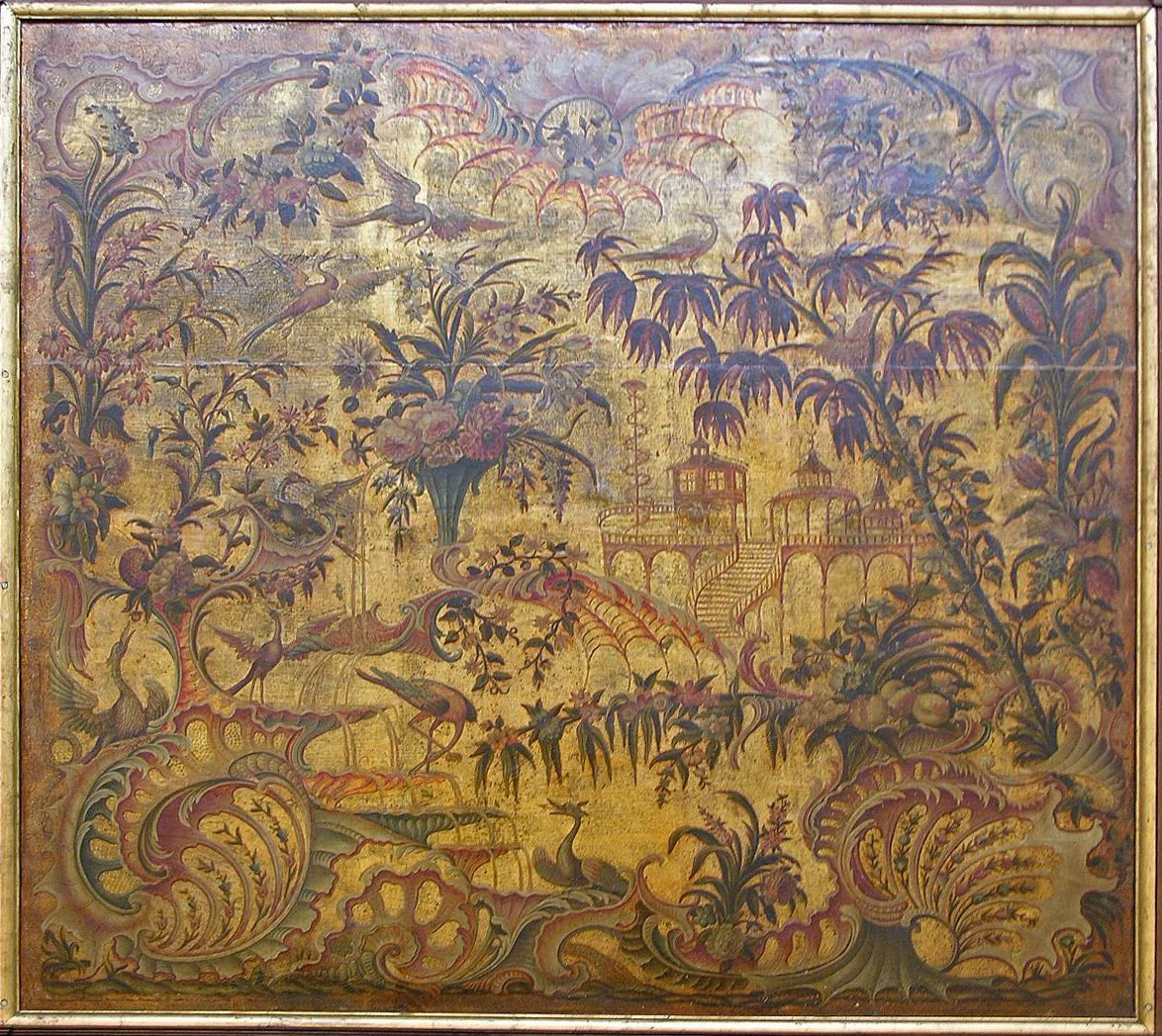
Abdij van Malonne
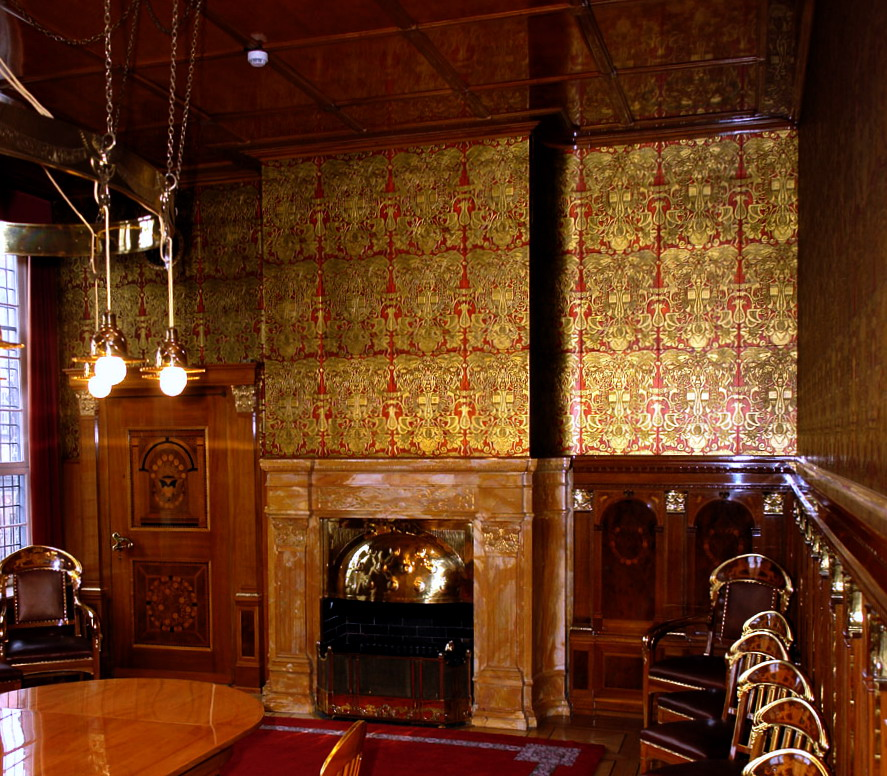
Stadhuis van Bremen
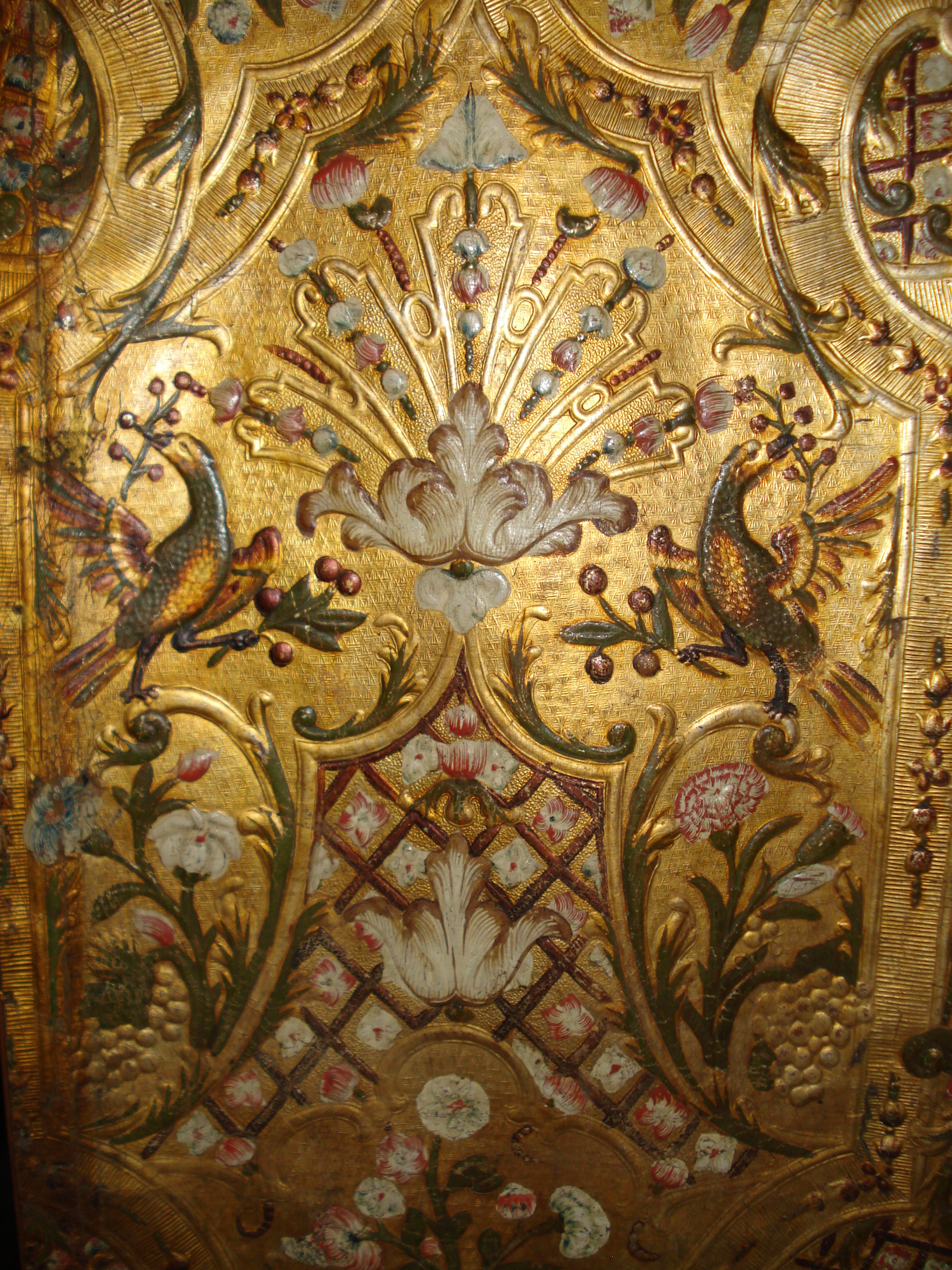
Slot Rosenholm
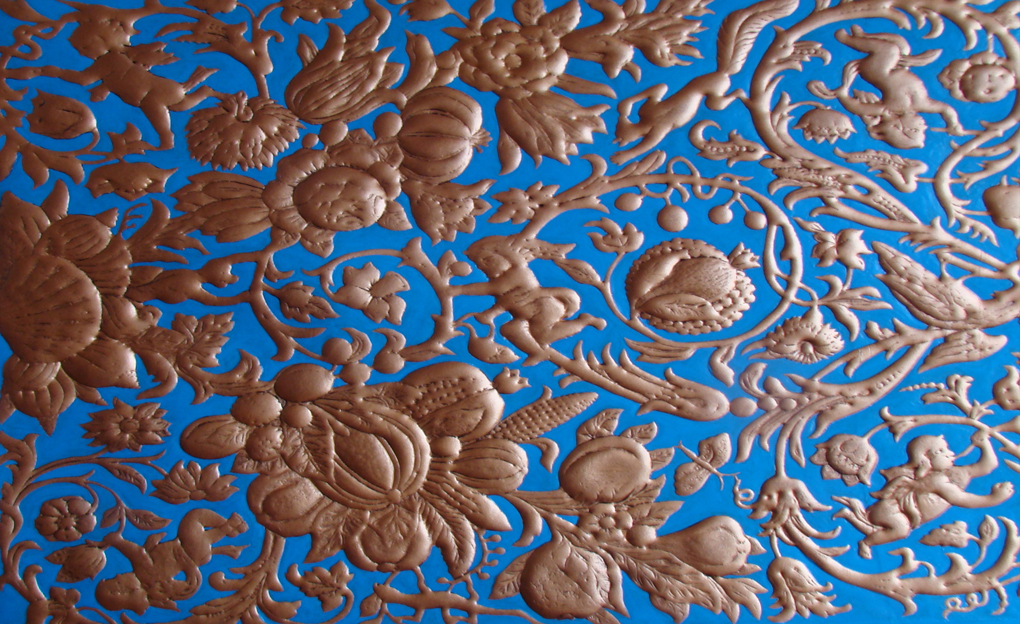
Nieuw goudleer